# Araneus ferrugineus
Araneus ferrugineus là một loài nhện trong họ Araneidae.
Loài này thuộc chi Araneus. Araneus ferrugineus được Tord Tamerlan Teodor Thorell miêu tả năm 1877.